# Сульфит рубидия
Сульфит рубидия — неорганическое соединение,
соль рубидия и сернистой кислоты
с формулой Rb2SO3,
бесцветные кристаллы,
растворяется в воде.

## Получение
- Реакция стехиометрических количеств гидросульфита рубидия и карбоната рубидия:

{\displaystyle {\mathsf {Rb_{2}CO_{3}+2RbHSO_{3}\ {\xrightarrow {}}\ 2Rb_{2}SO_{3}+CO_{2}\uparrow +H_{2}O}}}

## Физические свойства
Сульфит рубидия образует бесцветные гигроскопичные кристаллы.
Растворяется в воде.
С этанолом образует сольваты вида 2 Rb2SO3•CH3CH2OH.

## Химические свойства
- В водном растворе легко окисляется кислородом воздуха:

{\displaystyle {\mathsf {2Rb_{2}SO_{3}+O_{2}\ {\xrightarrow {}}\ 2Rb_{2}SO_{4}}}}